# Margarita Lozano
Margarita de las Flores Lozano Jiménez (Tetuan, llavors Protectorat espanyol del Marroc, 14 de febrer de 1931 - Llorca (Múrcia), 6 de febrer de 2022) fou una actriu espanyola.

## Biografia
Filla de militar destinat a Tetuan, la seva infància transcorre en Llorca (Múrcia), on té vincles familiars i on torna en la seva maduresa per a establir la seva residència.

### Teatre i cinema
Als 19 anys es trasllada a Madrid i inicia estudis de moda i disseny que aviat abandona per a desenvolupar la seva vocació teatral. No triga a convertir-se en actriu predilecta de Miguel Narros, que la dirigeix en alguns dels muntatges més importants i arriscats de l'època com Fedra, de Miguel de Unamuno (1957); Las tres hermanas, d'Anton Txèkhov (1960); La señorita Julia, d'August Strindberg (1961) i La camisa, de Lauro Olmo (1962). També treballen plegats a El caballero de Olmedo, de Lope de Vega i La dama duende, de Calderón de la Barca.
Per al cinema interpreta papers secundaris a Alta costura (Lluís Marquina i Pichot, 1954), El Lazarillo de Tormes (César Fernández Ardavín, 1959), Un ángel tuvo la culpa (Luis Lucia, 1960) -per la qual obté el premi del Sindicat Nacional de l'Espectacle a la millor actriu- i, sobretot, Viridiana (Luis Buñuel, 1961), en la qual interpreta a la fidel criada Ramona que acaba jugant una partida de cartes amb Francisco Rabal i Silvia Pinal.
Redueix la seva activitat professional a Espanya a partir de 1963, després de rodar Los Tarantos, dirigida per Francesc Rovira Beleta i protagonitzada per Carmen Amaya, i Los farsantes, ópera prima de Mario Camus sobre la vida d'uns còmics ambulants en la qual el seu personatge dignifica un humiliant striptease.

### Carrera a Itàlia, retir i retorn
El productor Carlo Ponti la condueix al cinema italià i allí emprèn una segona carrera que interromp voluntàriament pel seu matrimoni i posterior vida familiar en diversos països africans. D'aquesta primera etapa italiana destaquen Per un grapat de dòlars (Sergio Leone, 1964) Diario di una schizofrenica (Nelo Risi, 1968) i Porcile (Pier Paolo Pasolini, 1969).
En la dècada de 1980 torna al cinema de la mà dels germans Taviani, que la dirigeixen en La notte di San Lorenzo (1982), Kaos (1984), Good morning, Babilònia (1986) i El sol també a la nit (1990).
En 1985 va interpretar a la pel·lícula La messa è finita de Nanni Moretti, el paper de la mare de Don Giulio.
En 1986 Manuel Gutiérrez Aragón la recupera per al cinema espanyol amb La mitad del cielo, on encarna a una àvia vigorosa i entranyable que sembla tenir poders màgics i per la qual aconsegueix el Premi ACE (Nova York) a la millor actriu de repartiment. En 1987 grava per a televisió Lorca, muerte de un poeta, de Juan Antonio Bardem.
La seva tornada puntual al teatre es produeix al costat de Miguel Narros en les obres Largo viaje hacia la noche, d'Eugene O'Neill (1988) i La vida que te di, de Luigi Pirandello (1998).
Amplia les seves estades a Espanya sense abandonar el cinema italià. En 2002 intervé en les pel·lícules Octavia, de Basilio Martín Patino i Nos miran, al costat d'Icíar Bollaín i Carmelo Gómez. I entre 2005 i 2007 s'acomiada amb èxit dels escenaris encarnant a la tirànica protagonista de La casa de Bernarda Alba, de Federico García Lorca, en un muntatge dirigit per Amelia Ochandiano.

## Filmografia selecta
| - 2006 - N. Napoleón y yo, de Paolo Virzì. - 2004 - Luisa Sanfelice (TV), de Paolo i Vittorio Taviani. - 2002 - Octavia, de Basilio Martín Patino. - 2002 - Nos miran, de Norberto López Amado. - 2000 - Les ritaliens (TV), de Philomène Esposito. - 1994 - Con gli occhi chiusi, de Francesca Archibugi. - 1991 - Mima, de Philomène Esposito. - 1990 - El sol també a la nit, de Paolo i Vittorio Taviani. - 1987 - Lorca, muerte de un poeta (TV), de Juan Antonio Bardem. - 1987 - Good morning, Babilònia, de Paolo i Vittorio Taviani. - 1986 - La venganza de Manon, de Claude Berri. - 1986 - Il caso Moro, de Giuseppe Ferrara. - 1986 - La mitad del cielo, de Manuel Gutiérrez Aragón. - 1986 - Manon des sources, de Claude Berri. - 1985 - La messa è finita, de Nanni Moretti. - 1984 - Kaos, de Paolo i Vittorio Taviani. - 1982 - La notte di San Lorenzo, de Paolo i Vittorio Taviani. | - 1971 - La vacanza, de Tinto Brass. - 1970 - Baltagul, de Mircea Muresan. - 1969 - Porcile, de Pier Paolo Pasolini. - 1969 - Un bellissimo novembre, de Mauro Bolognini. - 1968 - Diario di una schizofrenica, de Nelo Risi. - 1964 - Crimen, de Miguel Lluch. - 1964 - Per un grapat de dòlars, de Sergio Leone. - 1963 - Los Tarantos, de Francesc Rovira Beleta. - 1963 - Los felices sesenta, de Jaime Camino. - 1963 - El sol en el espejo, d'Antonio Fernández-Román. - 1963 - Los farsantes, de Mario Camus. - 1961 - Viridiana, de Luis Buñuel. - 1961 - Teresa de Jesús, de Juan de Orduña. - 1960 - Un ángel tuvo la culpa, de Luis Lucia. - 1959 - El Lazarillo de Tormes, de César Fernández Ardavín. - 1954 - Alta costura, de Luis Marquina. - 1954 - Manicomio, de Luis María Delgado i Fernando Fernán Gómez. |

## Premis
- Premi del Sindicat Nacional de l'Espectacle a la millor actriu per Un ángel tuvo la culpa (1960).
- Premi ACE (Nova York) a la millor actriu de repartiment per La mitad del cielo (1986).
- Doctora Honoris Causa de la Universitat de Múrcia (2014).
- Medalla d'Or al Mèrit en les Belles Arts 2018, concedida pel Govern d'Espanya.[8]